# 산양초등학교 (경기)
산양초등학교는 대한민국 경기도 용인시 기흥구에 있는 공립 초등학교이다.

## 학교 연혁
- 2001년 3월 13일 학교 설립 인가
- 2001년 5월 2일 초대 김승호 교장 취임, 산양 초등학교 인가(14학급)
- 2001년 8월 20일 17학급 편성
- 2001년 9월 1일 21학급 편성
- 2002년 2월 19일 제1회 졸업(70명)
- 2002년 3월 1일 30학급 편성
- 2003년 2월 20일 제2회 졸업(140명)
- 2003년 3월 1일 33학급 편성
- 2004년 2월 13일 제3회 졸업(201명)
- 2004년 3월 1일 37학급 편성
- 2005년 2월 18일 제4회 졸업(194명)
- 2005년 3월 1일 38학급 편성
- 2006년 2월 17일 제5회 졸업(210명)
- 2006년 3월 1일 36학급 편성
- 2007년 2월 14일 제6회 졸업(210명)
- 2007년 3월 1일 36학급 편성
- 2008년 2월 15일 제7회 졸업(206명)
- 2008년 3월 1일 제2대 송일준 교장 취임, 37학급 편성
- 2009년 2월 12일 제8회 졸업(202명,총 1432명)
- 2009년 3월 1일 36학급 편성
- 2009년 3월 1일 경기도교육청 명품인증, 학교 자율화 도지정 연구학교
- 2010년 2월 11일 제9회 졸업(229명,총1661명)
- 2010년 3월 1일 32학급 편성
- 2011년 2월 17일 제10회 졸업(202명,총1863명)
- 2011년 3월 1일 31학급 편성
- 2012년 2월 17일 제11회 졸업(177명, 총2040명)
- 2012년 3월 1일 제3대 권혁범 교장 취임, 29학급 편성
- 2013년 2월 15일 제12회 졸업(184명, 총2224명)
- 2013년 3월 1일 29학급 편성
- 2014년 2월 14일 제13회 졸업(160명, 총2384명)
- 2014년 3월 1일 30학급 편성
- 2015년 2월 13일 제14회 졸업(135명, 총2519명)
- 2015년 3월 1일 31학급 편성

## 참고 자료
- 산양초등학교 - 한국교육학술정보원 학교알리미